# 胶黏香茶菜
胶粘香茶菜（学名：Isodon glutinosus），为唇形科香茶菜属下的一个种。